# Stavangers kommun
Stavangers kommun (norska: Stavanger kommune) är en kommun i landskapet Jæren i Rogaland fylke i sydvästra Norge, vars centralort är staden Stavanger. Den ingår i Stavangerregionen (med cirka 365 000 invånare), som definierats som en av Norges stadsregioner (norska: byregioner). Kommunen gränsar till kommunerna Randaberg, Sandnes och Sola. Centralorten Stavanger utgör en del av den tätorten Stavanger/Sandnes.
Stavangers kommun passerade 125 000 invånare den 30 juni 2010 med svensken Bengt Wikell. Detta firades högtidligt i kommunen genom att dåvarande borgmästare Leif Johan Sevland dem 4 juli 2010 i en officiell ceremoni gratulerade Bengt Wikell genom ett tal och att överräcka olika gåvor från kommunen till jubileums-invånaren. Leif Johan Sevland sade bland annat "Detta är en välkommen milstolpe för oss. Den återspeglar den starka tillväxt vi har i antalet invånare, och att Stavanger är en stark region i både nationell och europeisk kontext" 
Stavanger utökades med de tidigare kommunerna Finnøy och Rennesøy samt en del av Hjelmelands kommun 1 januari 2020.

## Kommunvapen
Blasonering: På blå bunn en liggende avkvistet gull vinranke med blad og slyngtråder.
(I blått fält en stolpvis ställd vinkvist med blad och slingtrådar av guld.)
Kommunvapnet godkändes genom kunglig resolution den 11 augusti 1939. Vinrankan anspelar troligen på första stavelsen i stadens namn. Motivet förekommer första gången i stadens sigill år 1591, men kan ha äldre ursprung. Kommunen använder en krona över vapnet.

### Vapen för tidigare kommuner inom den nuvarande kommunen

Finnøy kommun (1983–2019)
Rennesøy kommun (1981–2019)

## Tätorter
I Stavangers kommun finns åtta tätorter:
- Askje
- Judaberg
- Krossberg
- Stavanger/Sandnes (del av, omfattar centralorten Stavanger)
- Vassøy
- Vestre Åmøy
- Vikevåg
- Østhusvik

Orten Bru har tidigare räknats som en tätort men uppfyller inte längre kriterierna.

## Socknar
Inom Norska kyrkan är Stavangers kommun indelad i 20 socknar (församlingar) i tre prosterier (kontrakt):

### Stavangers domprosteri
- Bekkefarets socken
- Domkirken og St. Petri socken
- Hundvågs socken
- Kampens socken
- St. Johannes socken
- Stokka socken
- Tjensvolls socken
- Vardens socken

### Ytre Stavangers prosteri
- Gausels socken
- Hafrsfjords socken
- Hillevågs socken
- Hinna socken
- Madlamarks socken
- Sunde socken
- Tasta socken
- Vardenesets socken

### Tungenes prosteri
- Hesby socken
- Rennesøy og Mosterøy socken
- Sjernarøy socken
- Talgje socken